# Полянський Олег Арсенович
Олег Арсенович Полянський (нар. 25 червня 1950, с. Волосянка Сколівського району Львівської області, Україна) — український історик, педагог, громадський діяч. Кандидат історичних наук (1985), доцент (1992), професор (2011). Лауреат Всеукраїнської літературно-мистецької та громадсько-політичної премії ім.Богдана та Левка Лепких (1995), нагороджений почесною грамотою Міністерства освіти і науки України (2011), подякою МОН (2015). Член Національної спілки журналістів України (2000), Національної спілки краєзнавців України (2000), товариства «Просвіта» (2000). 
Громадсько-політичний діяч: член Крайової ради і Політпроводу Тернопільської крайової організації Народного Руху України (1989-1999), заступник голови ТКО НРУ (1998-1999); завідувач відділу історії Інституту національного відродження України; член редколегій часописів «Тернопіль», «Мандрівець», газет «Тернове поле», «Ровесник». Автор і ведучий радіопередачі «Отчий світильник» (1991-2002), телепередачі «Історії вимір» Тернопільської обласної телерадіокомпанії; автор сценарію та ведучий телефільмів «Тарас Шевченко і Тернопільщина», «Тернопільщина в період ЗУНР», «Армія нескорених».

## Життєпис
Народився 25 червня 1950 р. у с.Волосянка на Сколівщині в сім'ї вчителів.
Закінчив Вузлівську СШ (1967, Радехівщина), історичний факультет Львівського державного університету ім. Івана Франка (1973). Тема дипломної роботи «Польсько-українські взаємини у Галичині під час революції 1848 року» (наук. кер. – канд. істор. наук, доцент В.О.Борис). Вчителював у Сокальській СШ №1 (1973-1976). У 1976-1986 рр. працював науковим співробітником відділу історії України Інституту суспільних наук АН УРСР, де підготував і захистив кандидатську дисертацію «Селянське повстання 1846 року в Галичині» (наук. кер. – канд. істор. наук Ф.І. Стеблій). Досліджував спадщину «Руської трійці», займався шевченкознавством, краєзнавством.
Упродовж 1987-2004 рр. працював доцентом, професором кафедри історії України на історичному факультеті Тернопільського національного педагогічного університету ім. Володимира Гнатюка, де викладав курс «Історія України» (кін. XVIII – пер.чв. ХХ ст.), а також читав спецкурси «Джерелознавство та історіографія історії України», «Український національно-визвольний рух у ХХ ст.». Наукові дослідження тернопільського періоду в основному висвітлювали проблеми національно-визвольного руху й державотворення у ХХ ст., а також біографістики.
З 2004 по 2006 рр. Олег Полянський – доцент кафедри історії України Українського католицького університету, де викладав курс «Вступ до методології історії», водночас читав історію України у Львівській духовній семінарії.
З 2006 р. – завідувач кафедри гуманітарних дисциплін Львівського державного університету ім. Івана Боберського, професор. Стажувався в Українському Вільному Університеті (Мюнхен, 1991), Оксфордському університеті (1995).

## Доробок
Автор близько 400 наукових, науково-публіцистичних праць з історії України, серед яких книги та навчально-методичні посібники:
- Руська трійця в історії суспільно-політичного руху і культури України (1987, співавт.);
- Русалка Дністрова. Документи і матеріали (1989, співупорядн.);
- З історії Тернопільщини (1990);
- Відродження української державності. 1917-1921 рр. (1992);
- Історичні силуети (1998);
- Західна Україна у двох революціях: 1848-1918 (1998);
- Армія нескорених (2002);
- Курс лекцій з історії України (2004);
- Український рух опору в 1921-1939 рр. (2004);
- Історія України: навч. – метод. посібник (2008);
- Історія України: навч.-метод. посібн. для семінарських занять (2011, співавт.);
- Історія України: проблеми методології та методики (2012);
- Валентин Мороз (2018).

Під науковим керівництвом О.Полянського захистили кандидатські дисертації:
Г. Стародубець. ОУН в українському національно-визвольному русі на Волині в роки Другої світової війни; Ю. Юрик. Організація Українських Націоналістів у боротьбі за розв’язання українського питання в 1929-1935рр.; І. Василик. Громадсько-політична діяльність Костя Левицького; О. Гриб. Громадсько-просвітницька діяльність та історична спадщина Олександра Барвінського; О. Швед. Громадсько-політична діяльність Степана Витвицького. Науковий консультант дисертаційного дослідження Р. Труби. Громадсько-педагогічна та наукова діяльність Омеляна Терлецького.
Основним напрямком нинішніх наукових пошуків є проблеми методології історичних досліджень, а також біографістика й просопографія.